# مجموعة رواد فضاء ناسا الثانية
مجموعة رواد فضاء ناسا الثانية (بالإنجليزية: NASA Astronaut Group 2)‏، وتُعرف أيضًا بالتسعة الجُدد، أو التسعة القادمون، وهي المجموعة الثانية من رواد الفضاء التي اختارتها وكالة ناسا. أُعلن اختيار هذه المجموعة يوم 17 سبتمبر 1962. كان الرواد التسعة نيل أرمسترونغ، وفرانك بورمان، وبيت كونراد، وجيم لوفل، وجيمس ماكديفيت، وإليوت سي، وتوم ستانفورد، وإد وايت، وجون يونغ. طار ستة رواد من المجموعة إلى القمر؛ لوفل ويونغ (مرتين)، وسار أرمسترونغ، وكونراد، ويونغ على القمر أيضًا. نال سبعة من أفراد المجموعة التسعة وسام شرف الكونغرس للفضاء.
كان اختيار هذه المجموعة ضروريًا لزيادة أفراد مجموعة ميركوري 7، مع الإعلان عن برنامج جمناي المؤدي إلى برنامج أبولو. وبينما اُختيرت مجموعة ميركوري 7 لتنفيذ بعض المهام المدارية البسيطة، تطلبت تحديات مناورات الالتقاء الفضائي والهبوط القمري اختيار مرشحين حاصلين على درجات هندسية متقدمة (أربعة من التسعة) بالإضافة إلى خبرات طيران الاختبار. كان لوفل وكونراد مرشحين لمجموعة ميركوري 7، ولكن لم يقع الاختيار عليهما وقتها. أصبح التسعة أول مجموعة تضم طياري اختبار مدنيين؛ إذ كان سي طيارًا لشركة جنرال إلكتريك، بينما طار أرمسترونغ على طائرة إكس 15 البحثية الخاصة بوكالة ناسا.
صورة: مجموعة رواد الفضاء الثانية. الصف الخلفي: سي، ماكديفيت، لوفل، وايت، ستافورد. الصف الأمامي: كونراد، بورمان، أرمسترونغ، يونغ. وأمامهم نماذج لمركبات ميركوري، وأبولو، وجمناي الفضائية.

## خلفية

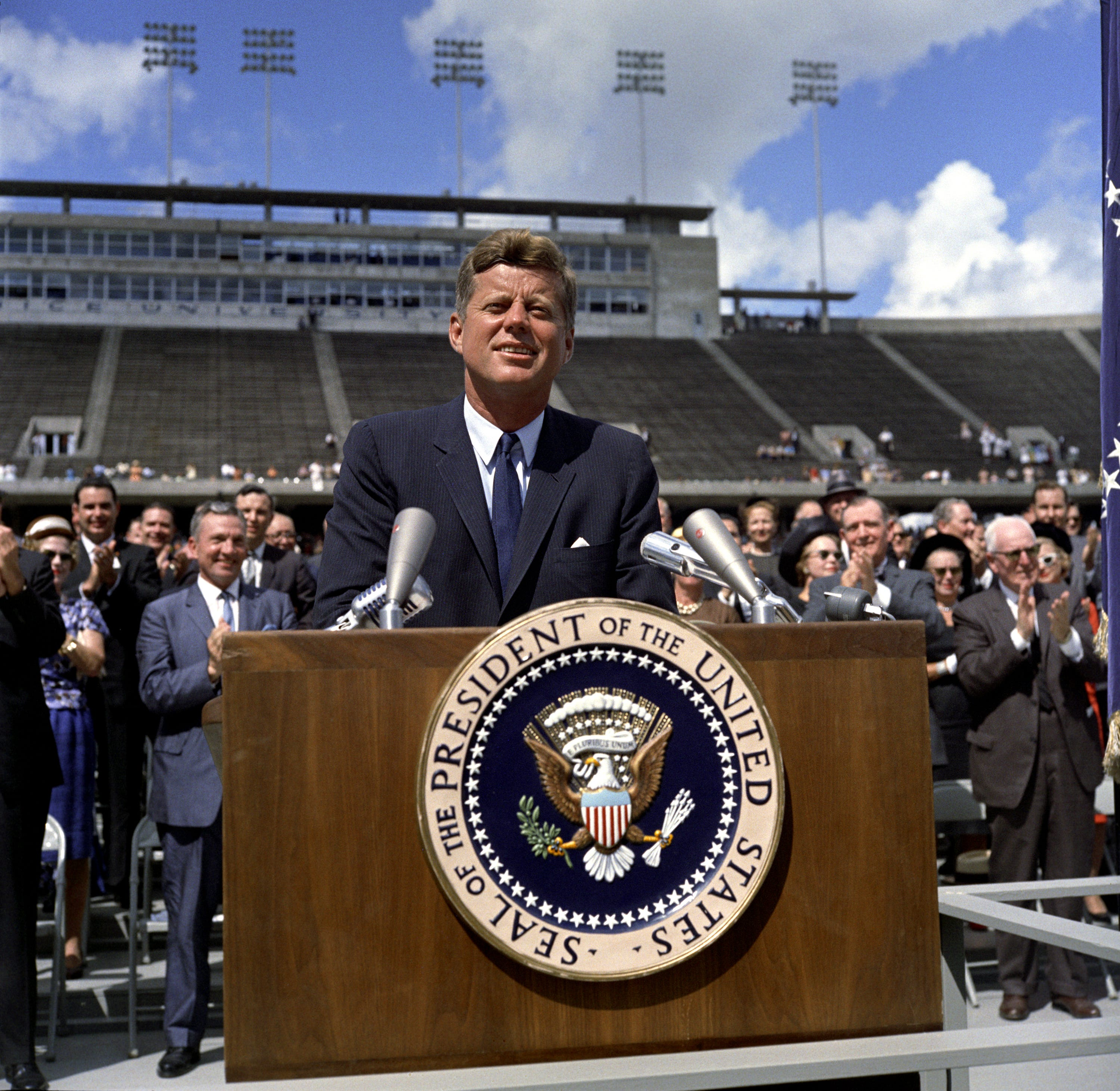
«نختار الذهاب إلى القمر»، الرئيس الأمريكي جون كينيدي يتحدث حول الجهود الوطنية في مجال الفضاء بجامعة رايس في هيوستن يوم 12 سبتمبر 1962.

كان إطلاق القمر الاصطناعي سبوتنيك 1 بوساطة الاتحاد السوفيتي يوم 4 أكتوبر 1957 بدايةً للمنافسة التقنية والأيديولوجية مع الولايات المتحدة ضمن الحرب الباردة فيما يُعرف بسباق الفضاء. وأظهر هذا الحدث تراجع التقنيات الأمريكية ما مثل صدمةً بالغةً للشعب الأمريكي. وفي استجابة لأزمة سبوتنيك، أنشأ الرئيس الأمريكي، دوايت دي. أيزنهاور، وكالةً مدنيةً، وهي الإدارة الوطنية للملاحة الجوية والفضاء (ناسا)، للإشراف على البرنامج الفضائي الأمريكي. أنشأت مجموعة مهام الفضاء (STG)، بمركز لانغلي البحثي التابع لوكالة ناسا في هامبتون (فيرجينيا)، مشروعًا لمركبة فضائية مأهولة أمريكية عُرف باسم مشروع ميركوري. وأعلن اختيار رواد الفضاء الأوائل، المعروفين «بالسبعة الأصليين» أو «ميركوري 7» في يوم 9 أبريل 1959.
بحلول عام 1961، وبالرغم من عدم إرسال أول شخص إلى الفضاء بعد، كانت مجموعة مهام الفضاء على ثقة كبيرة من تجاوز مشروع ميركوري لكافة إخفاقاته الأولية، وأن الولايات المتحدة قد تغلبت على الاتحاد السوفيتي لتصبح أكثر الأمم تقدمًا في تقنيات الفضاء. بدأت مجموعة مهام الفضاء في التفكير بمركبة ميركوري مارك 2، وهي مركبة ذات طاقم مكون من شخصين تعتبر خليفةً لمركبة ميركوري الفضائية. واختلت هذه الثقة يوم 12 أبريل 1961 عند إطلاق الاتحاد السوفيتي للمركبة فوستوك 1، ليصبح رائد الفضاء يوري غاغارين أول من يدور حول الأرض. وفي استجابة لهذا الحدث، أعلن الرئيس الأمريكي، جون إف. كينيدي، عن هدف أكثر طموحًا يوم 25 مايو 1961؛ بأن الولايات المتحدة سترسل البشر إلى سطح القمر بنهاية هذا العقد. واتخذت الجهود المبذولة للهبوط بالبشر على سطح القمر اسم مشروع أبولو. وظل تصور مركبة ميركوري 2 الفضائية باقيًا؛ إذ أعلن عنها رئيس مجموعة مهام الفضاء رسميًا، روبرت أر. غيلروث، يوم 7 ديسمبر 1961، وفي يوم 3 يناير 1962، سُمي مشروع هذه المركبة رسميًا مشروع جمناي.
في يوم 18 أبريل 1962، أعلنت ناسا رسميًا عن فتح باب التقدم للالتحاق بمجموعة رواد الفضاء الجديدة التي ستساعد رواد ميركوري في مشروعهم، بالإضافة إلى الالتحاق معهم في الطيران إلى الفضاء ضمن بعثات مشروع جمناي. وكان من المتوقع أن تشارك هذه المجموعة الجديدة في بعثات مشروع أبولو. وبخلاف عملية الاختيار لمجموعة ميركوري 7 التي تمت بشكل سري، كان الاختيار لهذه المجموعة علنيًا بشكل واسع، مع الإعلانات العامة بالإضافة إلى إرسال ناسا للحد الأدنى من معايير القبول إلى شركات الطيران، والمؤسسات الحكومية، وجمعية طياري الاختبار التجريبيين. 

## معايير الاختيار
كان الحد الأدنى من معايير الاختيار للمتقدمين:
- كان المتقدمين طياري اختبار متمرسين، مع أكثر من 1500 ساعة طيران في مهام الطيران الاختباري، وكانوا خريجي مدرسة طياري الاختبار العسكرية، أو تمتعوا بخبرة طيران اختباري في وكالة ناسا أو شركات صناعة الطائرات.
- طار المتقدمون على طائرة نفاثة عالية الأداء.
- حصل المتقدمون على شهادة في العلوم الهندسية، أو الفيزيائية، أو البيولوجية.
- أن يكون المتقدمون مواطنين أمريكيين، تحت سن الخامسة والثلاثين، بطول 1.83 متر أو أقل.
- أن يحصل المتقدمون على توصية من مديرهم.[8][9]

اختلفت هذه المعايير عن معايير اختيار مجموعة ميركوري 7 في عدة جوانب. كان من المتوقع أن تكون مركبة جمناي الفضائية أكثر اتساعًا من مركبة ميركوري، ولهذا خُفضت متطلبات الطول بشكل طفيف. وجعل هذ التغيير توماس بي. ستافورد لائقًا للاختيار. أصبحت الشهادة الجامعية إلزاميةً للاختيار في هذه المجموعة، ولكن من الممكن أن تكون في العلوم الحيوية. وأصبح طيارو الاختبار المدنيون لائقين للاختيار، ولكن كانت متطلبات الخبرة على الطائرات النفاثة عالية الأداء تفضل الخبرة الحديثة، وخبرات الطيارين المقاتلين مقارنةً بمن يتمتعون بخبرات على الطائرات مزدوجة المحركات مثل سكوت كاربنتر من ميركوري 7. وربما كان أكثر التغييرات أهميةً خفض حد العمر من 40 إلى 35 عامًا. وكان هذا بسبب كون مشروع ميركوري قصير الأمد، بينما كان من المخطط أن يعمل مشروع أبولو حتى نهاية العقد على الأقل. وتعني هذه التغييرات في معايير الاختيار أن لجنة الاختيار لن تختار ببساطة مجموعةً أخرى من مرشحي النهائيات لمجموعة ميركوري 7.
وفي هذا الوقت، كانت جيري كوب تمارس ضغوطًا على ناسا للسماح بالنساء بأن يصبحن رائدات فضاء، واجتازت مجموعة ميركوري 13 نفس الفحوصات الطبية التي خضع لها أفراد مجموعة ميركوري 7. وبالرغم من عدم منع النساء من التقدم، كانت متطلبات المرشحين بأن يكونوا طياري اختبار على الطائرات النفاثة كفيلةً باستبعاد النساء من هذه المنافسة. أخبر مدير وكالة ناسا، جيمس إي. ويب، وسائل الإعلام: «لا أعتقد أنه يجب علينا أن نهتم بإرسال المرأة، أو أي شخص آخر من عرق أو عقيدة مختلفة، إلى المدار فقط بغرض إرسالهم هناك».